# Andrea Stefancikova
Andrea Stefancikova, née le 2 juillet 1982 à Bratislava en Tchécoslovaquie, est une actrice canadienne.

## Filmographie
- 2003 : Black Sash (série télévisée) : la petite amie
- 2003 : Sexe, Lycée et Vidéo (After School Special) : la serveuse
- 2005 : Canadian Case Files (en) (série télévisée) : Brenda Garside
- 2005 : Les Leçons de Josh (Naked Josh) (série télévisée) : Sun
- 2005 : The Passenger (en)
- 2005 : World of Trouble (téléfilm) : la prostituée russe
- 2005 : Trafic d'innocence (Human Trafficking) (mini-série)
- 2007 : Postal : la femme sexy
- 2007 : Intelligence (série télévisée) : la fille du club
- 2008 : Control Alt Delete (en) : la piétonne
- 2008 : Traque sans merci (Kill Switch) : la femme russe
- 2009 : Desert Fish (court métrage) : la femme
- 2010 : A Night for Dying Tigers : Celine
- 2011 : Innocent (en) (téléfilm) : La serveuse
- 2012 : Dubaï Flamingo : La femme frites
- 2012 : Victory Hill (court métrage) : Barbara Kelly
- 2012 : Make Up (court métrage) : Amy
- 2012 : Missing : Au cœur du complot (série télévisée) : la femme dans la banque
- 2012 : 13 Witches (série télévisée) : Diana
- 2013 : Cinemanovels (en) : la femme à la fenêtre
- 2013 : The Right Kind of Wrong (en) : Shanly
- 2013 : The Mystery Cruise (téléfilm) : Greta Dietz
- 2013 : Dead Rising 3 (jeu vidéo) : la femme zombie (voix)
- 2013 : Ten Thousand Steps (court métrage) : la petite amie
- 2014 : Hastings Street : Angel
- 2014 : DrunksLikeUs : la narratrice
- 2015 : Un mariage sans fin (I Do, I Do, I Do) (téléfilm) : la professeure italienne (voix)
- 2015 : The Unauthorized Full House Story (en) (téléfilm) : La femme flirtant
- 2016 : Kidnapped in Romania (it) : Miriam Damian
- 2016 : Countdown (en) : L'épouse russe
- 2016 : Zoo (série télévisée) : Poliisi
- 2016 : Dark Harvest (en) : Candy
- 2016 : Below Her Mouth : M.J.
- 2016 : Souls That Balance (court métrage) : Gwen Davison
- 2016 : Five Minute Rush (court métrage) : Brooke Taylor
- 2017 : The Arrangement (série télévisée) : Sophie Marchuk
- 2017 : Unintentional Mother (court métrage) : Cynthia
- 2017 : From Straight A's to XXX (nl) (téléfilm) : Natalie
- 2018 : Extra-Ordinary Amy (court métrage) : Francesca
- 2018 : Six (série télévisée) : Tekla
- 2019 : Supernatural (série télévisée) : La femme
- 2018 : Unmasked : Xantia
- 2020 : The Perfect Pickup : Jasmine
- 2020 : Corona (en) : La femme enceinte
- 2020 : The Inheritance : (voix)
- 2021 : American Badger : Marcella Horvathova / Velvet
- 2021 : Debris (série télévisée) : Irina